# Vores Øl
Vores Øl (с дат. — «Наше Пиво») — первый open source сорт пива.

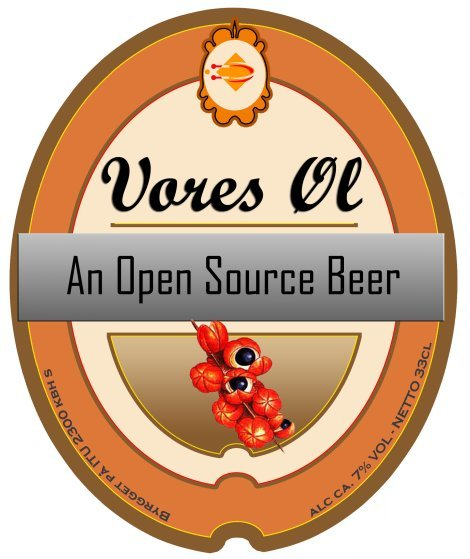

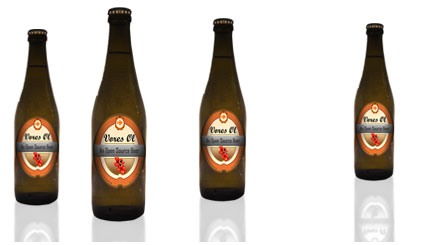

Рецепт опубликован под лицензией Creative Commons Attribution — Share Alike 2.0. Пиво было создано студентами Института информационных технологий в Копенгагене вместе с коллективом художников под названием Superflex с целью показать обществу, что принципы open source могут быть применены не только к миру цифровых технологий, но и в производстве материальных товаров.
Первые 100 литров тёмного пива, сваренного студентами в школьном кафетерии, были названы «версия 1.0», что уже содержало в себе намёк на то, что продукт ещё будет развиваться.
После этого в рецепт добавлялись изменения, после чего открылся сайт.
На 2022 год пиво достигло версии 8.0.